# Kahe Mashariki
Kahe Mashariki ist ein Verwaltungsbezirk (Ward) des Distrikts Moshi in der tansanischen Region Kilimandscharo.

## Geografie
Kahe Mashariki liegt im Nordosten von Tansania etwa 20 Kilometer Luftlinie südöstlich der Regionshauptstadt Moshi. Das größte Gewässer ist der Fluss Wona, der die Grenze im Osten bildet und im Süden in den Ruvu mündet.
Der Bezirk grenzt im Nordwesten an Kirua Vunjo Kusini, im Norden an Nija Panda, im Nordosten an Makuyuni, im Osten und Süden an Kileo des Distrikts Mwanga und im Westen an Kahe Magharibi. Bei der Volkszählung 2022 lebten 16.286 Menschen in 4553 Haushalten auf einer Fläche von 78,8 Quadratkilometern.

## Gliederung
Der Bezirk besteht aus sechs Gemeinden (Mtaa) mit 22 Orten (Kitongoji):
| Soko - Dehu - Soko - Mkuyuni | Kyomu - Kyomu - Majengo - Kalimani - Papliki - Msufini | Ghona - Ghona A - Ghona Mjini - Ghona B | Kochakindo - Kochakindo Kati - Kitivo - Kambini - Ngaramtoni | Kiterini - Relini - Reli Kati - Reli Chini | Mikameni - Njoro - Kilototoni - Makongeni - Mpepera |

## Wirtschaft und Infrastruktur
- Bildung: Im Bezirk gibt es zwei weiterführende Schulen. Die Chongi Secondary School[8] und die Ghona Secondary School[9] bilden beide Mädchen und Burschen bis zur 4. Stufe aus.[10]
- Gesundheit: In den Gemeinden Kyomu[11] und Kochakindo[12] liegt je eine staatliche Apotheke.
- Verkehr: Den Osten des Bezirks durchquert die asphaltierte Nationalstraße T2, die nach Norden nach Moshi und nach Süden nach Same und Tanga führt.[13]